# Стоа
Стоа у грчкој архитектури је представљала дугачак трем чија је само предња страна била отворена и рашчлањена стубовима у дорском стилу, док су остале стране биле затворене. Стое су подизане на трговима и светилиштима првобитно као заштита од временских непогода, а касније су служиле као места за састанак савета или као учионице. Постојали су и унутрашњи стубови, рађени у јонском стилу како би се добило на дубини. Стое су могле бити и вишеспратне. Најстарија стоа потиче из 7. века п. н. е., а налази се на Самосу у Херином светилишту.